# 仙波恵理
仙波 恵理（せんば えり、1982年11月8日 - ）は、日本の女優。大阪府出身。アールジュー所属。
文化庁による芸術家派遣事業、殺陣アクション講師補佐。

## 出演

### ドラマ
- 時空警察ヴェッカーシグナ(2007年、TOKYO MX)最終話 レポーター役
- ちょっとイイコト(2007年、テレビ東京)結婚の落とし穴
- 向田邦子 イノセント(2012年、WOWOW)　第4話　愛という字
- 東京全力少女(2012年、日本テレビ)　レギュラーホステス役
- 天誅〜闇の仕置人〜（2014年1月24日、フジテレビ）第1話 - 若き日の正子 役
- 三匹のおっさん2〜正義の味方、ふたたび!!〜（2015年6月5日、テレビ東京）第7話 - 若い主婦 役
- ボイス 110緊急指令室 第2シーズン（2021年、日本テレビ） - レギュラー司令室員
- ただ離婚してないだけ(2021年、テレビ東京)　第4・5話 産婦人科受付役
- 当番弁護士 梶原藤子の事件ファイル(2021年、テレビ東京)看守役
- 世にも奇妙な物語’23 夏の特別編「お姫様クラブ」（2023年6月17日、フジテレビ）保護者B役
- 約束 〜16年目の真実〜 第1話・第7話・最終話（2024年4月11日・5月23日・6月13日、読売テレビ・日本テレビ） - 飛鳥万里江 役[1]
- Believe-君にかける橋- 第1話（2024年4月25日、テレビ朝日） - 記者 役
- オクトー 〜感情捜査官 心野朱梨〜 Season2 第8話（2024年11月22日、読売テレビ・日本テレビ系） - 芸能記者 役[2]
- アイシー〜瞬間記憶捜査・柊班〜 第1話（2025年1月21日、フジテレビ）[3]

### CM
- ジェームス「大感謝祭キャンペーン」 - 店員（メイン）役

### 声優
- MUNTO（2003年京都アニメーション）園児・女生徒役

### 舞台
- 劇団EASTONES
  - 第二弾『幽霊ぷりん』下北沢駅前劇場
  - 第五弾『仮面の剣士LOVE之介』中目黒キンケロシアター
  - 外伝vol.3『メキシカンタコス』下北沢OFF OFFシアター
  - 第十二弾『電氣っ娘』下北沢駅前劇場
  - 外伝vol.4『ヨガダンスベイベー』
  - 第十四弾「悪党温泉」
  - 第十三弾「フクロノネズミ」
  - 外伝VOL.4「ヨガダンスベイベー」